# تشنغ ين
شيه تشينغ ين (بالصينية: 證嚴法師، 釋證嚴؛ ولدت باسم تشين يون وونغ؛ في الرابع والعشرين من الشهر القمري الثالث، 4 مايو 1937) هي معلمة وراهبة بوذية وفاعلة خير تايوانية أسست مع خمس نساء أخريات جمعية مساهمة بوذية في عام 1966 تسمى مؤسسة تسي تشي للإغاثة الإنسانية البوذية، والتي يشار إليها عادةً باسم تسي تشي، وهي منظمة إنسانية بوذية مقرها تايوان. يشار إليها أحيانًا في الغرب باسم "الأم تيريزا الآسيوية".